# Mirapinnidae
Ce taxon est aujourd'hui obsolète. Dénomination actuelle : Cetomimidae.
Famille
Les Mirapinnidae s sont une famille de poissons abyssaux désormais considérée comme synonyme de la famille des Cetomimidae.

## Systématique
La famille des Mirapinnidae est désormais vide de tout taxon et synonyme de la famille des Cetomimidae (ordre des Beryciformes).
L'étude réalisée par G. David Johnson (d) et al. en 2009 montre que « Sur la base de la morphologie et des données de séquences mitogénomiques […] les poissons actuellement assignés à trois familles aux morphologies très différentes, Mirapinnidae (tapetails), Megalomycteridae (poissons à gros nez) et Cetomimidae (poissons-baleines), sont respectivement des larves, des mâles et des femelles d'une seule et même famille, les Cetomimidae ».